# Donji Stopići
Donji Stopići su naseljeno mjesto u općini Čajniču, Republika Srpska, BiH. Nalaze se južno od Suhodanjske rijeke i rječice Radojne.
Godine 1985. spojeni su s naseljem Gornjim Stopićima u naselje Stopiće (Sl. list SRBiH 24/85).

## Stanovništvo
| Narod     | Popis 1961. | Popis 1971. | Popis 1981. |
| --------- | ----------- | ----------- | ----------- |
| Hrvati    |             |             |             |
| Muslimani | 44          | 44          | 37          |
| Srbi      |             |             |             |
| ostali    |             |             |             |
| Ukupno    | 44          | 44          | 37          |